# NGC 1645
NGC 1645 (другие обозначения — MCG -1-13-2, NPM1G -05.0213, PGC 15903) — линзовидная галактика в созвездии Эридана. Открыта Генрихом Луи Д'Арре в 1864 году. Описание Дрейера: «очень тусклый, довольно маленький объект круглой формы, к северо-западу расположена NGC 1643».
Галактика обладает активным ядром и относится к галактикам типа LINER
В галактике прослеживается наличие перемычки, характерное для спиральных галактик. Динамика этой структуры показательна для проверки теорий  формирования галактик.   
Этот объект входит в число перечисленных в оригинальной редакции «Нового общего каталога».
Галактика NGC 1645 входит в состав группы галактик NGC 1667. Помимо NGC 1645 в группу также входят NGC 1659, NGC 1667, IC 387, IC 2097, IC 2101, MCG -1-13-12, PGC 15779 и PGC 16061.